# SpinLaunch
SpinLaunch és una empresa de desenvolupament de tecnologia de vols espacials que treballa en tecnologia d'acceleració massiva per traslladar càrregues útils a l'espai. Al setembre de 2022, la companyia va recaptar 150 milions de dòlars en finançament, amb inversors com Kleiner Perkins, Google Ventures, Airbus Ventures, ATW Partners, Catapult Ventures, Lauder Partners, John Doerr i la família Byers.
SpinLaunch va ser fundat el 2014 per Jonathan Yaney a Sunnyvale, Califòrnia. La seu de l'empresa es troba a Long Beach. El 2020 va obrir un lloc de llançament. SpinLaunch va continuar desenvolupant els seus 140.000 peus quadrats (13.000 m²) seu corporativa a Long Beach, i de la seva instal·lació de proves de vol a Spaceport America a Nou Mèxic.
A finals de 2021, SpinLaunch va ser nomenat un dels "Millors ocupadors del món en la indústria espacial" per Everything Space, una plataforma de contractació especialitzada en la indústria espacial.
El març de 2022, la revista Time va classificar SpinLaunch com una de les 100 empreses més influents del 2022. A l'abril, SpinLaunch va rebre un contracte de llançament de la NASA per provar una càrrega útil.